# Большая Пяльица
Большая Пяльица или Пялья — река в России, протекает по Тихвинскому району Ленинградской области. Исток — Тагичозеро, течёт в западном направлении. В верхнем течении была перегорожена плотиной. Впадает в Пашу по левому берегу, в 224 км от её устья. Перед устьем протекает через деревни Тимошино, Кильмуя, Андронниково. Длина реки составляет 32 км, площадь водосборного бассейна — 181 км².
Ширина водоохранной зоны реки — 100 м.

## Притоки
(указано расстояние от устья)
- 2 км: Валуя (левый)
- 3 км: Малая Пяльица (левый)
- 11 км: Куйсара (правый)

## Данные водного реестра
По данным государственного водного реестра России относится к Балтийскому бассейновому округу, водохозяйственный участок реки — Свирь, речной подбассейн реки — Свирь (включая реки бассейна Онежского озера). Относится к речному бассейну реки Нева (включая бассейны рек Онежского и Ладожского озера).
Код объекта в государственном водном реестре — 01040100812102000013321.